# Harold B. Mattingly
Harold B(raithwaite) Mattingly (* 13. August 1923 in Finchley; † 23. August 2015 in Truro) war ein britischer Althistoriker und Numismatiker.
Der Sohn des am British Museum tätigen Numismatikers Harold Mattingly studierte an der Universität Cambridge, wo er 1947/48 das Bachelor- und 1952 das Masterexamen ablegte. Von 1950 bis 1970 war er zuerst Lecturer und ab 1955 Reader für Alte Geschichte an der Universität Nottingham. 1970 wurde Mattingly Professor an der Universität Leeds. Seit 1987 war er im Ruhestand.
Mattingly befasste sich mit verschiedenen Themen der griechischen (vor allem athenischen) und der römischen Geschichte. Wie sein Vater beschäftigte er sich auch intensiv mit der antiken Numismatik. Er war von 1960 bis 1964 und von 1968 bis 1972 Mitglied des Council der Royal Numismatic Society.

## Schriften (Auswahl)
- The Athenian empire restored. Epigraphic and historical studies. Univ. of Michigan Press, Ann Arbor 1996, ISBN 0-472-10656-2.
- From coins to history. Selected numismatic studies. Univ. of Michigan Press, Ann Arbor 2004, ISBN 0-472-11331-3.